# Oratorio di Santa Zita
L'oratorio di Santa Zita è un edificio sacro che si trova in località Monsagrati a Pescaglia.

## Storia e descrizione
Come documenta un'iscrizione posta all'interno dell'oratorio, di dimensioni contenute, intonacato e con due paraste laterali che sorreggono il timpano triangolare, esso fu edificato nel 1864 dai "popoli" di Monsagrati sopra i ruderi della casa dove Zita era nata, nel 1218, e vissuta fino all'età di dodici anni, quando si trasferì a Lucca. Secondo la tradizione le pietre della povera casa sarebbero state riutilizzate per questa costruzione. L'interno è volutamente improntato a un'estrema semplicità; sulla parete sinistra una tela settecentesca che illustra il Miracolo di Zita che disseta il pellegrino; al centro entro un'urna si conservano alcune reliquie della santa, collocate qui nel 1873 assieme al suo simulacro in legno.